# Niklas Paschburg
Niklas Paschburg (* 1994 in Hamburg) ist ein deutscher Pianist und Komponist.

## Stil
Paschburgs Musik bewegt sich im Bereich der Neoklassik. Seine klassischen Klavierfiguren werden durch meist flächig und Ambient-artig eingesetzte elektronische Instrumente ergänzt. Das Klavierspiel ist oft einfach gehalten, auch weil Paschburg nach eigener Aussage Wert darauf legt, die Songs poppig zu halten. Trotz Ähnlichkeiten zu Musikern wie Nils Frahm, Hauschka, Ólafur Arnalds und Max Richter wird ihm eine Einzigartigkeit zugeschrieben.

## Karriere
Erstmals öffentlich in Erscheinung trat Paschburg 2016 mit der EP Tuur Mang Welten („Reise Zwischen Welten“). Die EP erschien über 7K!, das K7-Sublabel für Neoklassik. Damit ist er einer der wenigen deutschen klassischen Berufspianisten außerhalb der Deutschen Grammophon oder Major-Sublabels. Auf dieser ersten Veröffentlichung steht die elektronische Komponente seiner Musik noch im Hintergrund, das avantgardistische Klavierspiel überwiegt. Die Welten, auf die sich der Titel bezieht, sind das Meer nahe seines Geburtsortes und der Wald seines damaligen Wohnortes Franken. Auch spätere Werke beschäftigen sich mit der Darstellung szenischer Natur.
Auf dem 2018 veröffentlichten Debütalbum Oceanic werden die Elektronikanteile deutlich dominanter. Dazu kommen verfremdete Geräuschaufnahmen der Küste, „ohne in Seemannskitsch auszuarten“. Das Album entstand größtenteils im Ostseebad Grömitz. In Kritiken, unter anderem von NPR und The Guardian, wurde das Album größtenteils sehr positiv bewertet. So wurde Paschburg der Weg zu Aufmerksamkeit auch außerhalb der Klassikwelt geebnet, etwa mit Gastauftritten bei radioeins, FluxFM und Cosmo Radio.
2020 erschien das zweite Studioalbum Svalbard, welches zum Großteil im Winter auf der gleichnamigen norwegischen Insel entstand und später in Brighton final aufgenommen wurde. Passend zur Umgebung widmet sich das Album mit dem Thema Eis. Drone-Klänge stellen „klirrende Kälte und monumentale Gletscher“ dar und ungewöhnlich stark treten akustische und elektronische Elemente in Beziehung, statt nebeneinander zu existieren. Auch wenn die Auseinandersetzung mit den Themen Einsamkeit, Natur und Kälte für Laut.de in Teilen zu wenig konsequent ist, sieht das Magazin hierin ein besonderes Verdienst Paschburgs.
Ein Jahr später veröffentlichte er das Album Post-Svalbard mit Remixen des Albums Svalbard unter anderem von Robert Lippok, Ah! Kosmos und Ed Carlsen sowie einem Duett mit Hania Rani.
Für den 2021 erschienenen französischen Film Glück auf einer Skala von 1 bis 10 komponierte Paschburg die Filmmusik.
2022 folgte die Filmmusik für den Roadmovie Ernesto’s Island. 2024 lieferte Niklas Paschburg den Soundtrack zu der Dokumentation Silent Trees.
Paschburg lebt derzeit in Berlin. Sowohl live als auch für Aufnahmen verwendet er aufgrund des intimen Klangs ein Upright-Piano. Als Synthesizer kommen der Korg MS2000, der OB-6 von Dave Smith und der ARP Odyssee zum Einsatz. Für Auftritte nutzt Paschburg die DAW Ableton Live und für Aufnahmen Cubase.

## Diskografie
- 2018: Oceanic (7K!)
- 2020: Svalbard (7K!)
- 2021: Post-Svalbard (7K!)
- 2023: Panta Rhei (7K!)

## Filmografie
- 2021: Glück auf einer Skala von 1 bis 10 (Presque)
- 2022: Ernesto’s Island
- 2024: Silent Trees